# Débo
Jezioro Débo (fr. Lac Débo) – największe jezioro w Mali, położone w centralnej części kraju, w obszarze równiny Macina (wewnętrznej delty Nigru). Jezioro znacznie zmniejsza swoją powierzchnię w czasie pory suchej.